# Joachim Salemann

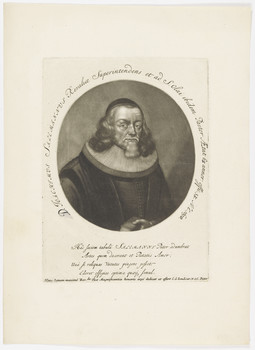
Joachim Salemann

Joachim Salemann der Ältere (* 1629 in Reval; † 3. März 1701 ebenda) war ein deutsch-baltischer lutherischer Geistlicher und Bischof von Estland.

## Leben
Joachim Salemann war ein Sohn des Pastors an der Revaler Heiliggeistkirche und geistlichen Schriftstellers Georg Salemann (1597–1657). Er studierte Evangelische Theologie an der Universität Gießen, wo er 1653 Respondent einer Disputation unter dem Vorsitz von Kaspar Ebel war, und an der Universität Wittenberg, wo er 1654 als Respondent einer Disputation unter dem Vorsitz von Johann Erich Ostermann erscheint. 1656 immatrikulierte er sich als graduierter Magister an der Universität Rostock.
Nach seiner Rückkehr nach Reval wirkte er ab 1658 als Diaconus an der Revaler Olaikirche, wurde 1663 Pastor Primarius und 1670 Senior. Am 7. Mai 1673 wurde er  Superintendent von  Reval.  Dieses Amt wurde am 13. Oktober 1691 durch den schwedischen König Karl XI. aufgehoben. Dafür wurde er nach der Eingliederung Estlands in die Schwedische Kirche zum 1. September 1693 zum Bischof von Reval und Estland sowie zum Präsidenten des Revaler Königlichen Konsistoriums ernannt. Seine feierliche Bischofsinvestitur fand im Sommer 1695 im Dom zu Uppsala durch Erzbischof Olof Svebilius statt.
Er galt als geschickter Zeichner und modellierte auch in Gips.
Joachim Salemann war zunächst mit Elisabeth Himsel († 1673) verheiratet, einer Tochter des Stadtphysicus Gebhard Himsel. Nach ihrem Tod heiratete er Catharina von Thieren.
Von Joachim Salemanns Kindern wurde der gleichnamige Sohn Joachim Salemann der Jüngere (1664–1710) Pastor der Kirche von Ambla. Der Sohn Gebhard Salemann (1659–1710) wurde Pastor der Olaikirche in Reval. Beide starben 1710 an der Pest. Auch der in Dänemark wirkende Miniaturmaler Georg Saleman soll ein Sohn von Joachim Salemann gewesen sein.
Der Pastor Georg Salemann (1671–1710) war sein Neffe. Dieser graduierte 1692 als Magister in Wittenberg und wurde 1694 Adjunkt der philosophischen Fakultät. 1707 wurde er Diaconus am Revaler Dom.
Joachim Salemanns Nachfolger als Bischof wurde der Schwede Jacob Lang(e) (1648–1716), der 1710 während des Großen Nordischen Kriegs nach Schweden floh und dort 1711 Bischof von Linköping wurde.

## Ehrungen
- 1693 Theologischer Ehrendoktor der Universität Uppsala

## Werke
- Disputatio De Veritate Transcendente. Giessae Hassorum : Officina Typographica Chemliana, 1653
- Exercitatio Philologica ad I. Timoth. IV. Comma 3. Wittenbergae: Röhnerus 1654

Digitalisat, Universitätsbibliothek Göttingen